# Violette Athletic Club
O Violette Athletic Club, mais conhecido somente como Violette, é um clube de futebol, da cidade de Porto Príncipe, a capital e maior cidade do Haiti. Fundado em 15 de maio de 1918, é um dos clubes mais vitoriosos do país, onde já conquistou 6 campeonatos haitianos, e o seu último título dessa competição foi conquistado em 1999. Em 1984, a equipe conquistou seu maior título internacional até hoje, a Liga dos Campeões da CONCACAF, o maior campeonato que reúne a América do Norte, a América Central e o Caribe, região onde se constitui o Haiti. Além dele, o Racing Club Haïtien também conquistou esse título, no ano de 1963, sendo o 2º campeão do torneio, iniciado em 1962, com o título do Chivas Guadalajara. O Violette possui rivalidade com o Racing Club Haïtien, o maior campeão do país, com 11 campeonatos haitianos.

## Títulos

### Internacionais
- Liga dos Campeões da CONCACAF: 1

(1984).
- Campeonato de Clubes do Caribe: 1 (2022)

### Nacionais
- Campeonato Haitiano: 7

(1939, 1957, 1968, 1983, 1995, 1999 e 2021).
- Copa do Haiti: 2

(1939 e 1951).

## Desempenho em competições da CONCACAF

### NaLiga dos Campeões da CONCACAF
- 1969 - Primeira Fase -  Somerset Cricket 6-1  Violette (agregado);
- 1975 - Primeira Fase (Caribe) -  Transvaal W.O.  Violette;
- 1977 - Terceira Fase (Caribe) -  Robinhood 1-0  Violette (agregado);
- 1984 - Campeão;
- 1985 - Resultados desconhecidos;
- 1994 - Primeira Fase (Caribe) -  CRKSV Jong Colombia 2-1  Violette (agregado).
- 2023 - Quartas de Finais -  León 6-2  Violette (agregado).